# Xantusia vigilis
Xantusia vigilis là một loài thằn lằn trong họ Xantusiidae. Loài này được Baird mô tả khoa học đầu tiên năm 1859.

## Hình ảnh

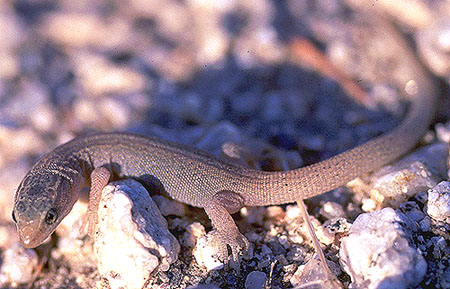